# Karin Oberhofer
Karin Oberhofer (ur. 3 listopada 1985 w Bressanone) – włoska biathlonistka, brązowa medalistka olimpijska i trzykrotna brązowa medalistka mistrzostw świata.

## Kariera
Po raz pierwszy na arenie międzynarodowej pojawiła się 13 grudnia 2003 roku w Ridnaun, startując w zawodach juniorskich Pucharu IBU, gdzie zajęła 33. miejsce w sprincie. W 2005 roku wystąpiła na mistrzostwach świata juniorów w Kontiolahti, gdzie zajęła między innymi 26. miejsce w biegu indywidualnym i 14. miejsce w sztafecie. Na rozgrywanych rok później mistrzostwach świata juniorów w Presque Isle była trzynasta w biegu indywidualnym, czternasta w sprincie i piąta w sztafecie.
W zawodach Pucharu Świata zadebiutowała 3 grudnia 2007 roku w Anterselvie, zajmując 47. miejsce w sprincie. Pierwsze pucharowe punkty zdobyła 19 grudnia 2009 roku w Pokljuce, gdzie zajęła 29. miejsce w sprincie. Na podium zawodów tego cyklu po raz pierwszy stanęła 12 grudnia 2014 roku w Hochfilzen, kończąc rywalizację w sprincie na drugiej pozycji. Rozdzieliła tam Kaisę Mäkäräinen z Finlandii oraz Norweżkę Tiril Eckhoff. W kolejnych startach jeszcze jeden raz stanęła na podium - 15 marca 2015 roku w Kontiolahti była trzecia w biegu masowym. Najlepsze wyniki osiągnęła w sezonie 2014/2015, kiedy zajęła dziesiąte miejsce w klasyfikacji generalnej.
Podczas mistrzostw świata w Novym Měscie w 2013 roku wspólnie z Dorothą Wierer, Nicole Gontier i Michelą Ponzą zdobyła brązowy medal w sztafecie. Na rozgrywanych dwa lata później mistrzostwach świata w Kontiolahti razem z Lisą Vittozzi, Nicole Gontier i Dorotheą Wierer zdobyła kolejny brązowy medal w sztafecie. Na tej samej imprezie wywalczyła także brązowy medal w biegu masowym, ulegając tylko Wałentynie Semerenko z Ukrainy i Niemce Franzisce Preuß.
W 2010 roku wzięła udział w igrzyskach olimpijskich w Vancouver, gdzie w konkurencjach indywidualnych plasowała się poza czterdziestką, a w sztafecie była jedenasta. Brała też udział w igrzyskach w Soczi cztery lata później, wspólnie z Wierer, Lisa Vittozzi, Dominikiem Windischem i Lukasem Hoferem zdobyła brązowy medal w sztafecie mieszanej. Zajęła tam też między innymi czwarte miejsce w sprincie, przegrywając walkę o podium z Ukrainką Witą Semerenko o 6,2 sekundy.
Złota medalistka Zimowych igrzysk wojskowych w Annecy (2013) w biathlonie drużynowo, indywidualnie wywalczył srebrny medal. W biegu patrolowym na 25 km zdobyła srebrny medal.
W 2018 roku zakończyła karierę.

## Osiągnięcia

### Igrzyska olimpijskie
| Rok  | Miejscowość | Konkurencje | Konkurencje | Konkurencje | Konkurencje | Konkurencje | Konkurencje | Konkurencje |
| Rok  | Miejscowość | IN          | SP          | PU          | MS          | RL          | MR          | SR          |
| ---- | ----------- | ----------- | ----------- | ----------- | ----------- | ----------- | ----------- | ----------- |
| 2010 | Vancouver   | 75.         | 47.         | 53.         | –           | 11.         | nd.         | –           |
| 2014 | Soczi       | 14.         | 4.          | 8.          | 13.         | 5.          | 3.          | –           |

### Mistrzostwa świata
| Rok  | Miejscowość          | Konkurencje | Konkurencje | Konkurencje | Konkurencje | Konkurencje | Konkurencje | Konkurencje |
| Rok  | Miejscowość          | IN          | SP          | PU          | MS          | RL          | MR          | SR          |
| ---- | -------------------- | ----------- | ----------- | ----------- | ----------- | ----------- | ----------- | ----------- |
| 2007 | Anterselva           | 75.         | 47.         | 46.         | –           | 8.          | –           | –           |
| 2010 | Chanty-Mansyjsk      | nd.         | nd.         | nd.         | nd.         | nd.         | 8.          | –           |
| 2011 | Chanty-Mansyjsk      | 15.         | 49.         | DNS         | –           | 4.          | –           | –           |
| 2013 | Nové Město na Moravě | 29.         | 29.         | 26.         | 20.         | 3.          | 4.          | –           |
| 2015 | Kontiolahti          | 17.         | 30.         | 40.         | 3.          | 3.          | 7.          | –           |
| 2016 | Oslo                 | 26.         | 36.         | 31.         | –           | 7.          | 8.          | –           |

### Mistrzostwa Europy
| Rok  | Miejscowość          | Konkurencje | Konkurencje | Konkurencje | Konkurencje | Konkurencje | Konkurencje | Konkurencje |
| Rok  | Miejscowość          | IN          | SP          | PU          | MS          | RL          | MR          | SR          |
| ---- | -------------------- | ----------- | ----------- | ----------- | ----------- | ----------- | ----------- | ----------- |
| 2008 | Nové Město na Moravě | 33.         | 44.         | 41.         | nd.         | –           | nd.         | –           |
| 2011 | Ridnaun              | 10.         | 4.          | 11.         | nd.         | 2.          | nd.         | –           |

### Mistrzostwa świata juniorów
| Rok  | Miejscowość  | Konkurencje | Konkurencje | Konkurencje | Konkurencje | Konkurencje | Konkurencje | Konkurencje |
| Rok  | Miejscowość  | IN          | SP          | PU          | MS          | RL          | MR          | SR          |
| ---- | ------------ | ----------- | ----------- | ----------- | ----------- | ----------- | ----------- | ----------- |
| 2005 | Kontiolahti  | 26.         | 31.         | 40.         | nd.         | 14.         | nd.         | –           |
| 2006 | Presque Isle | 13.         | 14.         | 25.         | nd.         | 5.          | nd.         | –           |

### Puchar Świata

#### Miejsca w klasyfikacji generalnej
| Sezon     | Miejsce |
| --------- | ------- |
| 2009/2010 | 56.     |
| 2010/2011 | 56.     |
| 2011/2012 | 45.     |
| 2012/2013 | 21.     |
| 2013/2014 | 40.     |
| 2014/2015 | 10.     |
| 2015/2016 | 17.     |

#### Miejsca na podium chronologicznie
| Lp. | Dzień      | Rok  | Miejscowość | Konkurencja            | Lokata | Pudła   | Czas biegu | Strata | Zwycięzca           |
| --- | ---------- | ---- | ----------- | ---------------------- | ------ | ------- | ---------- | ------ | ------------------- |
| 1.  | 12 grudnia | 2014 | Hochfilzen  | Sprint na 7,5 km       | 2.     | 0+0     | 21:06,0    | +10,4  | Kaisa Mäkäräinen    |
| 2.  | 15 marca   | 2015 | Kontiolahti | Bieg masowy na 12,5 km | 3.     | 1+1+0+0 | 34:45,5    | +12,6  | Wałentyna Semerenko |

### Puchar IBU

#### Miejsca w klasyfikacji generalnej
| Sezon     | Miejsce |
| --------- | ------- |
| 2006/2007 | 15.     |
| 2007/2008 | 54.     |
| 2008/2009 | 10.     |